# Paper Girls
Paper Girls es un cómic de ciencia ficción escrito por Brian K. Vaughan, dibujado por Cliff Chiang y publicado por la editorial americana Image Comics. El colorista es Matt Wilson, el rotulista y diseñador es Jared K. Fletcher, y el color flatter es Dee Cunniffe.
Paper Girls cuenta la historia de cuatro niñas de 12 años (Erin, MacKenzie, KJ. y Tiffany), que reparten periódicos en Stony Stream, un suburbio ficticio de Cleveland, Ohio. Durante su reparto de la mañana después de Halloween, la ciudad se ve invadida por una misteriosa fuerza procedente del futuro. Las chicas se ven involucradas sin querer en el conflicto entre dos facciones enfrentadas de viajeros temporales.
La serie comenzó a publicarse el 7 de octubre de 2015 y terminó el 31 de julio de 2019 con su número 30. El 11 de julio de 2019 se anunció una adaptación televisiva; la cual fue estrenada el 29 de julio de 2022.

## Sinopsis
Erin Tieng, una nueva residente de Stony Stream, es una repartidora de periódicos en sus primeros días de trabajo. Mientras hace el reparto a primera hora de la mañana del día 1 de noviembre de 1988, se encuentra con Mac, KJ y Tiffany, un grupo de amigas, también repartidoras de periódico, que la invitan a unirse a su grupo.
Pronto un grupo de adolescentes ataca a las chicas y uno de ellos le roba un walkie-talkie a Tiffany. Las chicas persiguen al grupo hasta una casa en obras y encuentran en el sótano lo que parece ser una máquina del tiempo. Entonces son golpeadas por una energía misteriosa que emana de la máquina. Las chicas descubren que los adolescentes son viajeros temporales de un futuro lejano que están sosteniendo una guerra («la Guerra de las Edades») con un grupo llamado «los Viejos». En el centro de este conflicto se encuentra la cuestión de si el pasado puede y debe ser modificado por los viajeros del futuro.
A lo largo de la serie las chicas experimentan viajes temporales con frecuencia (y, normalmente, sin darse cuenta), entre los siglos XX y XXI, así como a momentos lejanos del pasado y del futuro. Según van viajando en el tiempo se encuentran con versiones futuras de sí mismas y se ven forzadas a reconciliarse con su propio futuro. Sus vidas también se entrelazan con las de Wari y Jahpo, dos «Viejos» que lideran la lucha contra sus futuros descendientes.

## Personajes

### Principales
- Erin Tieng: una nueva residente de Stony Stream. Se muestra muy protectora de su hermana pequeña, Missy. Tiene instintos maternales y tiende a seguir las reglas. Asiste a una escuela católica llamada St. Pete’s con Tiffany y lleva una navaja de bolsillo.[6] Más tarde se entera de que su versión de 2019 está soltera, trabajando todavía para el Cleveland Preserver, y combatiendo la ansiedad con medicación.[7] Cuando el Clon Erin envía a las repartidoras a diferentes momentos temporales, Erin es transportada de vuelta a la noche de Halloween de 1988.[8] Erin se da cuenta de que debe volver a la casa donde se encontró con Heck y Naldo; allí descubre un pliegue temporal que la lleva cara a cara con el Abuelo.[9] Erin le revela entonces que los viajes temporales fueron inventados por su «madre», la Doctora Qanta Braunstein.[10] Cuando el Abuelo dispara una Editriz, él y Erin son transportados a un desértico Sony Stream del siglo XIX, y allí Erin se reúne con sus amigas. Antes de que su memoria sea borrada, Erin comenta que «Eva tenía razón»; entonces Erin vuelve al 1 de noviembre de 1988,[11] donde se encuentra con las otras repartidoras por primera vez. Después de pasar la mañana juntas, Erin convence a las demás para quedarse un rato más, saliendo como amigas.[3]

- MacKenzie "Mac" Coyle: Una chica que fuma y suelta tacos continuamente. Mac fue la primera chica en repartir periódicos de Stony Stream. Cínica y mordaz, Mac pertenece a una familia católica, irlandesa de clase obrera.[6] Admira profundamente a su hermano mayor.[12] En 2019 le informarán que va a morir de leucemia.[7] Sin embargo, en el año 2171 d. C., se entera de que lo que tiene es un cáncer raro e intratable llamado «4DC», que solamente afecta a los viajeros temporales.[13] Es una enérgica homófoba, especialmente después de que KJ se le declare, aunque durante el desarrollo del cómic se insinúa que Mac podría corresponder a los sentimientos de KJ.[14][15] Finalmente, las dos se besan en el año 2171 d. C.[8] Mac es enviada posteriormente al futuro lejano, justo antes de la muerte de la Tierra, y allí se reúne con la Dra. Braunstein.[16] Tras la muerte de la Dra. Braunstein, Mac intenta utilizar su máquina del tiempo para volver a 1988[9]. En lugar de ello, aparece en un desértico Sony Stream en el siglo XIX, donde se reúne con sus amigas. Finalmente, Mac y KJ se besan. Mac queda conforme con el borrado de su memoria, para deshacerse del peso que le supone conocer el momento de su muerte.[11] Después de volver al 1 de noviembre de 1988, Mac sueña con asistir al bat mitzvah de KJ. Allí KJ le confiesa que Mac la ama. Mac también sueña con Erin y Tiffany, quien le dice a Mac que recuerde que no solo son repartidoras de periódicos. Más tarde, Mac se reúne con KJ y las demás. Después de pasar la mañana juntas, está de acuerdo en que deberían quedar más.[3]

- Karina «KJ» J.: considerada la «lista» del grupo, KJ asiste a una escuela privada (Buttonwood Academy), juega al hockey sobre hierba y es judía.[6] Siempre lleva consigo su palo de hockey y a veces lo utiliza como un arma. La abuela de KJ es una superviviente del holocausto. Cuando estaba cursando primero de primaria, KJ fue testigo del ahogamiento de su prima.[17] En el año 11 706 a. C., KJ entra en contacto con un dispositivo que le muestra retazos de su propio futuro.[18] Entonces se da cuenta de que es lesbiana y de que siente algo por Mac, lo que pone a prueba la amistad entre ambas.[12][14][15] En el año 2171 d. C., KJ y Mac se besan.[8] Cuando viaja a 1958, KJ busca a Charlotte para encontrar el camino de regreso a casa.[16] Allí encuentra a Jude, quien la ayuda a viajar a un desértico Sony Stream del siglo XIX.[10] KJ se reúne brevemente con sus amigas y ella y Mac se besan. Entonces su memoria es borrada y vuelve a la mañana del 1 de noviembre de 1988.[11] Allí KJ se encuentra de nuevo con sus compañeras cuando ellas le salvan de un grupo de acosadores adolescentes. Después de pasar la mañana juntas, decide quedarse con Mad y sus «nuevas» amigas un poco más.[3] La serie se cierra sin conocerse el apellido de KJ.

- Tiffany Quilkin: Tiffany es afroamericana, hija adoptiva en una familia de raza mixta y una gamer obsesiva que adora sus walkie-talkies. Va al mismo colegio que Erin.[6] Durante la breve cautividad a la que le somete un extraño mecanismo del futuro, Tiffany contempla su pasado y le desmoraliza darse cuenta de que se ha pasado toda su vida jugando a los videojuegos.[19] En el año 2000 descubrirá que su versión de ese año ha adoptado un estilo gótico, estudiado en la Escuela de Negocios Stern de Nueva York, y se ha casado con un hombre llamado Chris.[14][20] Antes de cumplir 13 años sus padres la obligan a dejar de repartir periódicos.[20] Después de ser enviada al futuro lejano se encuentra con un nuevo Clon Erin.[16] Este Clon Erin le presenta a sus compañeras: un tercer clon de Erin de 16 años, un clon de KJ de 42 y una Tiffany del año 2000, ahora una anciana. Tiffany se da cuenta entonces de que los sueños extraños que tenían las chicas eran realmente mensajes enviados por los clones para guiarlas hasta ese lugar. Tiffany se convence de ayudar a los clones y a la versión anciana de sí misma, enviando los mensajes a sus amigas para reunirlas a todas.[10] Cuando descubre que su memoria va a ser borrada, Tiffany intenta evitarlo repitiendo insistentemente «no somos solo repartidoras, somos amigas».[11] De vuelta a noviembre de 1988, Tiffany se encuentra con Erin y le da su walkie-talkie. Entonces Tiffany confiesa al resto que ha decidido dejar de ser repartidora de periódicos, ya que prefiere solamente «ser» durante un tiempo. A pesar de ello, Tiffany acepta salir con el grupo durante lo que queda de la mañana.[3]

### Facciones en guerra

#### Los viejos
Los «Viejos» constituyen la primera generación después de que se inventen los viajes en el tiempo. Creen firmemente en el mantenimiento de la línea temporal original y el estricto cumplimiento de las normas en los viajes temporales. No pueden viajar a sus propios futuros. A su líder se le conoce por el nombre de «Abuelo». «Los Restauradores» son una facción de «los Viejos» que trabajan de manera activa para restaurar las líneas temporales alteradas por la guerra. «Los Restauradores» tienen la habilidad de borrar y alterar los recuerdos de las personas. «Los Viejos» hablan en una versión modificada del inglés, muy influida por el slang y parecida en estilo al inglés antiguo. Cuando Clon Erin (primera generación) dispersa a las chicas entre distintas líneas temporales del pasado y el presente, provoca que «los Viejos» queden atrapados en la cuarta dimensión. La base de los Viejos, «la Catedral», es destruida cuando el Abuelo dispara por error a una Editriz. Sin embargo, todos sus ocupantes se salvan y vuelven a su línea temporal original. Más tarde, llegan a una tregua con los Adolescentes por mediación del Abuelo, acordando prohibir para siempre los viajes temporales.
- Jahpo: el «abuelo» actual. Su forma de hablar y su atuendo parecen estar más en consonancia con los siglos XX y XXI que los de las personas a su cargo. En realidad, es hijo de Wari y nació en el año 11 706 a. C., algo que ignoran tanto él como el resto de personajes. Cuando era bebé, Jahpo fue salvado por las chicas y la Dra. Braunstein de morir en un sacrificio realizado por un grupo de hombres de la tribu de Wari.[12][21] Jahpo alega que trabaja bajo las órdenes de las «Editrices».[13] Cuando Erin afirma que los viajes temporales fueron inventados por su «madre», la Dra. Quanta, y no por las Editrices, Jahpo no la cree. Dispara a una Editriz para salvar a su tripulación, lo que le conduce a una desértica Sony Stream del siglo XIX.[10] Allí toca a una Editriz y entonces descubre la verdad sobre su propio origen. Arrepentido, acuerda finalizar la guerra con los adolescentes prohibiendo los viajes temporales para siempre.[11]

- Wari: aunque se la conoce como la «hermana mayor» de Jahpo, es realmente su madre, que procede del año 11 706 a. C. Las protagonistas conocieron y ayudaron a Wari cuando saltaron a su línea temporal origina.[17] En algún momento, Wari es enviada al futuro por la Dra. Braunstein en un intento de proteger a Jahpo de los peligros propios del año 11 706 a. C. Wari pasó algunos años escondida en Indonesia con la Dra. Braunstein actuando como su madre. Ella y Jahpo vuelven después a Cleveland, donde residen en el 2171 d. C.[13] Wahri recibe la máquina de viaje temporal de la Dra. Braunstein después de su muerte como legado.[11] Luego la utiliza para volver atrás en el tiempo y evitar que las chicas sean atropelladas por un coche en la mañana del 1 de noviembre de 1988.[3]

- Priora: es una comandante del ejército de Jahpo que tiene una relación sentimental con él. Es asesinada durante una batalla en la noche de fin de año de 1999.[22][14][20]

#### Adolescentes
Son los descendientes de los Viejos y proceden del siglo LXXI. El Abuelo los llama de esa manera, independientemente de su edad. Apoyan la idea de alterar la historia. A diferencia de los Viejos, los adolescentes no siguen ninguna norma durante los viajes temporales. A menudo piden alguna información a los «locales» (personas que habitan el presente) que les pueda servir de ayuda en su guerra contra los Viejos. Utilizan un lenguaje futurista que solo puede ser descifrado a través de aparatos traductores. Tienen la habilidad de clonar seres humanos. En algún momento en el tiempo, un pequeño grupo de clones y la Tiffany del año 2000 ganan la habilidad de transmitir mensajes codificados a las repartidoras del pasado mediante sueños extraños. Así guían, de manera encubierta, a las repartidoras a su destino. Este grupo de clones, junto con la Tiffany del año 2000, ayudan al fin de la guerra, convenciendo al Abuelo de que prohíba para siempre los viajes temporales, y seguras de que no se debería volver a abusar de semejante poder. Entonces borran las memorias de las chicas y las devuelven a su línea temporal original.
- Heck, Naldo, y Jude: adolescentes del futuro lejano. Están infectados con una misteriosa enfermedad («4DC», un extraño cáncer que solo afecta a los viajeros temporales). Aunque hablan en un desconocido idioma del futuro, pueden usar una piedra traductora para comunicarse con los «locales».[24] Jude vuelve a 1958, donde se encuentra con CharlotteSpachefski.[22] Allí también se encuentra con una KJ que está fuera de su tiempo, y accede a ayudarla a reunise con sus amigas. KJ informa después a Jude acerca de su futuro fallecimiento y el de sus dos amigos, Heck y Naldo.[10] Tras encontrarse con Erin en 1988, Heck y Naldo la llevan con ellos a su tiempo original y ayudan a que se cure de su herida de bala mediante unos insectos electrónicos llamados iNsecs. Ambos mueren más tarde, a consecuencia de las heridas producidas por un salto temporal después de devolver a Erin a 1988.[24] Heck y Naldo son también responsables de la creación del clon de primera generación Clon Erin.[23]

- Charlotte "Chuck" Spachefski: dibujante baby boomer que publica su trabajo en el Cleveland Preserver. Retomó la escritura y el dibujo de la tira cómica Frankie Tomatah de su padre.[22][14] En 1958 se encontró con Jude, una viajera temporal procedente del año 70 000 d. C. que se escondía en su sótano. Fue Jude quien le informó sobre la «Guerra de las edades» y cómo protegerse de los Viejos. Descubrió el origen de los «pliegues» (grietas en el tiempo) y cómo encontrarlos; así, fue dejando pistas en sus tiras cómicas para ayudar a los adolescentes en su guerra contra los Viejos.[22][14] Intentó matar a las chicas en el año 2000, aunque ellas consiguieron escapar.[14][20] Más tarde es asesinada por un Viejo.[25]

- Clon Erin (Primera Generación, 12 años de edad): el primer clon de Erin. Su origen está en el siglo LXXI, pero viaja atrás en el tiempo al año 2016 en busca de las chicas. Afirma que las chicas tienen un papel importante en la guerra entre Adolescentes y Viejos. Intenta reclutarlas para la guerra, pero no se fían de ella y consiguen devolverla a su tiempo.[23] Sin su conocimiento, Clon Erin sigue su pista a través del tiempo. En el 2171 d. C. las atrae con engaños y las envía por separado a cuatro momentos temporales distintos.[8]

- Clon Erin (Generación Desconocida, 12 años de edad): es una «descendiente» del primer Clon Erin. Se encuentra con Tiffany en el futuro lejano, más allá del siglo LXXI y la explica que la guerra terminó hace algún tiempo, gracias a los esfuerzos de las repartidoras y sus compañeros.[16] Su grupo creó una máquina de mensajes oníricos, que permitió a la Tiffany del año 2000 enviar extraños mensajes codificados a las repartidoras del pasado, guiándolas así a escondidas.[10] Más tarde, Clon Erin y su grupo convencen al Abuelo de terminar la guerra declarando una tregua: la prohibición permanente de los viajes en el tiempo.[11]

- Clon Erin (Generación Desconocida, 16 años de edad): otro descendiente del primer Clon Erin, que trabaja junto con el otro descendiente del Clon Erin y una de las creadoras de la máquina de mensajes oníricos.[10] Colabora en el fin de la guerra de viajes temporales, aunque la decepciona no haber tomado parte en una batalla final.[11]

- Clon KJ (Generación Desconocida, 42 años de edad): un clon que trabaja con los descendientes del Clon Erin y una de las creadoras de la máquina de mensajes oníricos.[10] Explica a Tiffany que han intentado millones de veces modificar el pasado para cambiar el futuro, pero nunca con éxito.[10] Ayuda al fin de la guerra junto con el resto. Piensa que el borrado de la memoria de KJ es algo bueno, pues de otra manera KJ pasaría su juventud devastada por el sentimiento de culpa causado por asesinar a un hombre para proteger a Wari y Jahpo en el pasado lejano.[11]

- Tiffany año 2000: la versión futura de Tiffany. Después de ser salvada por las chicas de una batalla entre los Viejos y los Adolescentes el 1 de enero de 2000, decide ayudar a las chicas y viajar con ellas.[20] Aparentemente, muere en el año 2171 d. C. protegiendo a las chicas de un agente de policía, pero en realidad es rescatada y vive en el futuro después de la guerra.[8][9] Ella fue quien envió los mensajes codificados a las repartidoras a través de sueños extraños.[10] Colabora en el fin de la guerra junto con un pequeño grupo de clones.[11]

#### Otros personajes
- Editrices: seres misteriosos de origen desconocido y habitantes de la cuarta dimensión, el Abuelo cree que probablemente sean las responsables de la guerra por los viajes temporales.[10] De acuerdo a la Dra. Braunstein, las Editrices pueden existir en la cuarta dimensión a la vez que pueden ser observadas por seres de la tercera dimensión, como los humanos. Sus motivos y objetivos son desconocidos.[12] Tocar las Editrices provoca la visión de retazos del propio pasado o del propio futuro.[18][19]

- Doctora Qanta Braunstein: nacida el 25 de noviembre de 2016, es jefe de proyecto de AppleX y tiene una hermana, Shusha. Aparece en el año 11 706 a. C., convencida de que es «la mujer que inventó los viajes en el tiempo».[17] Se cruza accidentalmente con Wari, Jahpo y las chicas y resulta herida más tarde al intentar salvar a Jahpo de ser sacrificado en un ritual.[12][26] Se queda atrapada en ese año durante un tiempo, conviviendo con Wari y Jahpo, aunque es rescatada más tarde y devuelta al 2055. Wari la persuade para llevárselos tanto a ella como a Jahpo al futuro y allí pasan un número indeterminado de años escondidas en Indonesia antes de volver a los Estados Unidos.[13] Más tarde será el «paciente cero» del virus 4DC. Al empeorar su enfermedad, viaja al futuro lejano para morir junto con el resto de la Tierra.[16] Antes de morir, lega su máquina de viaje temporal a Wari.[3][11]

- Chris: el marido de Tiffany en el año 2000.[14] Ambos se conocieron en la Escuela de Negocios Stern. Al igual que la versión del año 2000 de Tiffany, se viste en estilo gótico. Ayuda a las chicas en una batalla durante la Nochevieja de 1999 y las ayuda a encontrar a su mujer. Después desaparece, capturado por los Restauradores.[20]

- Melissa «Missy» Tieng: la hermana pequeña de Erin y su mejor amiga. En el año 2016 es piloto de helicóptero de rescate y está prometida. Conduce a las chicas al «Cuarto Pliegue» (que las lleva al 11 706 a. C.) en helicóptero para escapar de los Viejos.[26]

- Alice Coyle: la madrastra alcohólica de Mac. Cuando aparecen los dinosaurios voladores en 1988, Alice decide suicidarse, pensando que se trata de una señal divina del fin del mundo. Intenta pegarse un tiro en la cabeza, pero Mac interviene, y Erin recibe un disparo en la refriega. Entonces Alice desaparece, capturada por los Restauradores.[27]

## Recepción
Paper Girls ganó dos premios Eisner en 2016 por Mejor Nueva Serie y Mejor Entintador. En 2017, Wilson ganó un Eisner al mejor colorista y Vaughan ganó otro premio Eisner al mejor escritor, en parte por su trabajo en esta serie. En 2017, la primera recopilación fue nominada al premio Hugo a la mejor historia gráfica. En 2019, Wilson volvió a ganar un premio Eisner al mejor colorista por su trabajo en esta serie.
La serie ha sido muy aclamada por la crítica. Alex Abad-Santos en Vox proclamó que «Paper Girls es el próximo gran cómic americano». Laura Hudson, de Slate, ha escrito que la serie «es un recordatorio de lo frescas y accesibles que pueden llegar a ser incluso las historias y tropos más familiares, cuando las personas relegadas a la segunda fila de la industria del entretenimiento pasan al centro de la escena». Steven Padnick, de Tor, ha escrito que «el tema real de Paper Girls pasa a primer plano: el contraste entre las expectativas fantasiosas que tienen los niños sobre la vida adulta y la decepcionante y banal realidad» y «[la serie] es gloriosa y conmovedora, también complicada y divertida».
La escritura y el arte también han sido ensalzados una y otra vez: «La paleta de colores vivos de Paper Girls y el particular estilo de dibujo de Chiang complementan con belleza un argumento creativo y lleno de pliegues temporales, obra de Vaughan». Como David Barnett comentó en The Guardian, «la planificación [de Vaughan] en Paper Girls es insuperable, y presenta las subtramas con destreza [...] asimismo, la imagen de Paper Girls es completamente espléndida». Abad-Santos también ensalzó al equipo creativo, diciendo que «la escritura de Vaughan y el dibujo de Chiang, junto con los colores de Matt Wilson y los rótulos de Jared K. Fletcher, producen un misterio maravilloso».
A Paper Girls se la compara a menudo con la serie televisiva de éxito Stranger Things, de Netflix. De acuerdo con Barnett, los fanes de Stranger Things deberían «leer este cómic». Susana Polo escribió en su reseña de la serie para Polygon que «si eres fan de Stranger Things, pero te gustaría que la serie tuviera en cuenta a sus personajes femeninos, o su codificación queer, o su amor por la cultura de los 80 teñida de color de rosa con mayor frecuencia, lo encontrarás muy de tu gusto». Glen Weldon, haciendo una comparación entre Paper Girls, Stranger Things y Super 8, opinaba que Paper Girls «cuenta su historia desde el punto de vista de las mujeres jóvenes, no el de los chicos, y no parece una coincidencia que su tono sea más duro, frío, divertido y pragmático, y mucho menos enfocado a idealizar la "inocencia perdida" de la infancia».

## En otros medios
El 11 de julio de 2019, Deadline informó de que Amazon había encargado la producción de una adaptación a la televisión de Paper Girls a cargo de Legendary Television y Plan B. Stephany Folsom, una de las escritoras de Toy Story 4, es la seleccionada para escribirla. Los productores ejecutivos son Brian K. Vaughan (el guionista del cómic), Stephany Folsom (la escritora de la serie) y el estudio Plan B.

## Historial de publicación
El autor Brian K. Vaughan, hablando sobre la creación de la serie, decía: «Cliff Chiang y yo queríamos hacer una historia sobre chavales del siglo XX que afrontaran a sus versiones adultas en un futuro muy diferente al de Marty McFly, con sus coches voladores y hoverboards, un futuro que es sorprendente y aterrador por muchas razones distintas». Al respecto, Vaughan profundizaba después en otra entrevista: «Quería hacer algo diferente... Quería algo más contenido, pero cimentado sobre algún elemento espectacular. Paper Girls es la historia de cuatro repartidoras de periódicos de 12 años que se hacen mayores, como yo, en los suburbios de Cleveland a finales de los años 80. Se topan con algo extraordinario; es un misterio, una aventura y un libro extraño. No pensé que fuera a emocionar a nadie, porque es muy personal y poco convencional».
En relación con tener un grupo de protagonistas exclusivamente femenino, Vaughan ha declarado que le gusta escribir personajes de ese sexo. «Recuerdo cuando estaba escribiendo Runaways para Marvel, que era un cómic que tenía más personajes femeninos que masculinos... Ahora, en Image, donde podíamos hacer lo que quisiéramos. Aquí hay una gran oportunidad de hacer lo que siempre he querido hacer, un grupo de chicas, sin tener que defenderlo o explicarlo, simplemente sentarse a escribir sobre ellas». Vaughan continuó: «Quería escribir una historia sobre cuatro chicas a las que les importaba una ... el otro sexo. Saben que está ahí, pero no significa mucho en sus vidas. Son esa clase de pandilleras que están más interesadas en ir por ahí, intimidando a los adultos que les deben dinero para quedarse con sus cintas o comprarse sus propias Nintendo. Intentaba evitar esas relaciones tramposas que aparecen en todas esas películas de los años 80 [...] y simplemente dejar que la historia fuera ellas mismas y su amistad».

#### Números
| Número | Fecha de publicación    |
| ------ | ----------------------- |
| 1      | 7 de octubre de 2015    |
| 2      | 4 de noviembre de 2015  |
| 3      | 2 de diciembre de 2015  |
| 4      | 6 de enero de 2016      |
| 5      | 3 de febrero de 2016    |
| 6      | 1 de junio de 2016      |
| 7      | 6 de julio de 2016      |
| 8      | 3 de agosto de 2016     |
| 9      | 7 de septiembre de 2016 |
| 10     | 5 de octubre de 2016    |
| 11     | 1 de febrero de 2017    |
| 12     | 1 de marzo de 2017      |
| 13     | 5 de abril de 2017      |
| 14     | 3 de mayo de 2017       |
| 15     | 7 de junio de 2017      |
| 16     | 4 de octubre de 2017    |
| 17     | 1 de noviembre de 2017  |
| 18     | 6 de diciembre de 2017  |
| 19     | 3 de enero de 2018      |
| 20     | 7 de febrero de 2018    |
| 21     | 6 de junio de 2018      |
| 22     | 4 de julio de 2018      |
| 23     | 1 de agosto de 2018     |
| 24     | 5 de septiembre de 2018 |
| 25     | 3 de octubre de 2018    |
| 26     | 6 de marzo de 2019      |
| 27     | 3 de abril de 2019      |
| 28     | 1 de mayo de 2019       |
| 29     | 5 de junio de 2019      |
| 30     | 31 de julio de 2019     |

#### Ediciones en tapa dura
| Volumen | ISBN          | Fecha de publicación     | Material recopilado      |
| ------- | ------------- | ------------------------ | ------------------------ |
| 1       | 9781632156747 | 30 de marzo de 2016      | Paper Girls n.os 1 a 5   |
| 2       | 9781632158956 | 30 de noviembre de 2016  | Paper Girls n.os 6 a 10  |
| 3       | 9781534302235 | 8 de agosto de 2017      | Paper Girls n.os 11 a 15 |
| 4       | 9781534305106 | 4 de abril de 2018       | Paper Girls n.os 16 a 20 |
| 5       | 9781534308671 | 5 de diciembre de 2018   | Paper Girls n.os 21 a 25 |
| 6       | 9781534313248 | 25 de septiembre de 2019 | Paper Girls n.os 26 a 30 |

#### Ediciones de lujo en tapa dura
| Volumen | ISBN          | Fecha de publicación   | Material recopilado      |
| ------- | ------------- | ---------------------- | ------------------------ |
| 1       | 9781534303348 | 1 de noviembre de 2017 | Paper Girls n.os 1 a 10  |
| 2       | 9781534310612 | 9 de abril de 2019     | Paper Girls n.os 11 a 20 |